# Glendale Mill

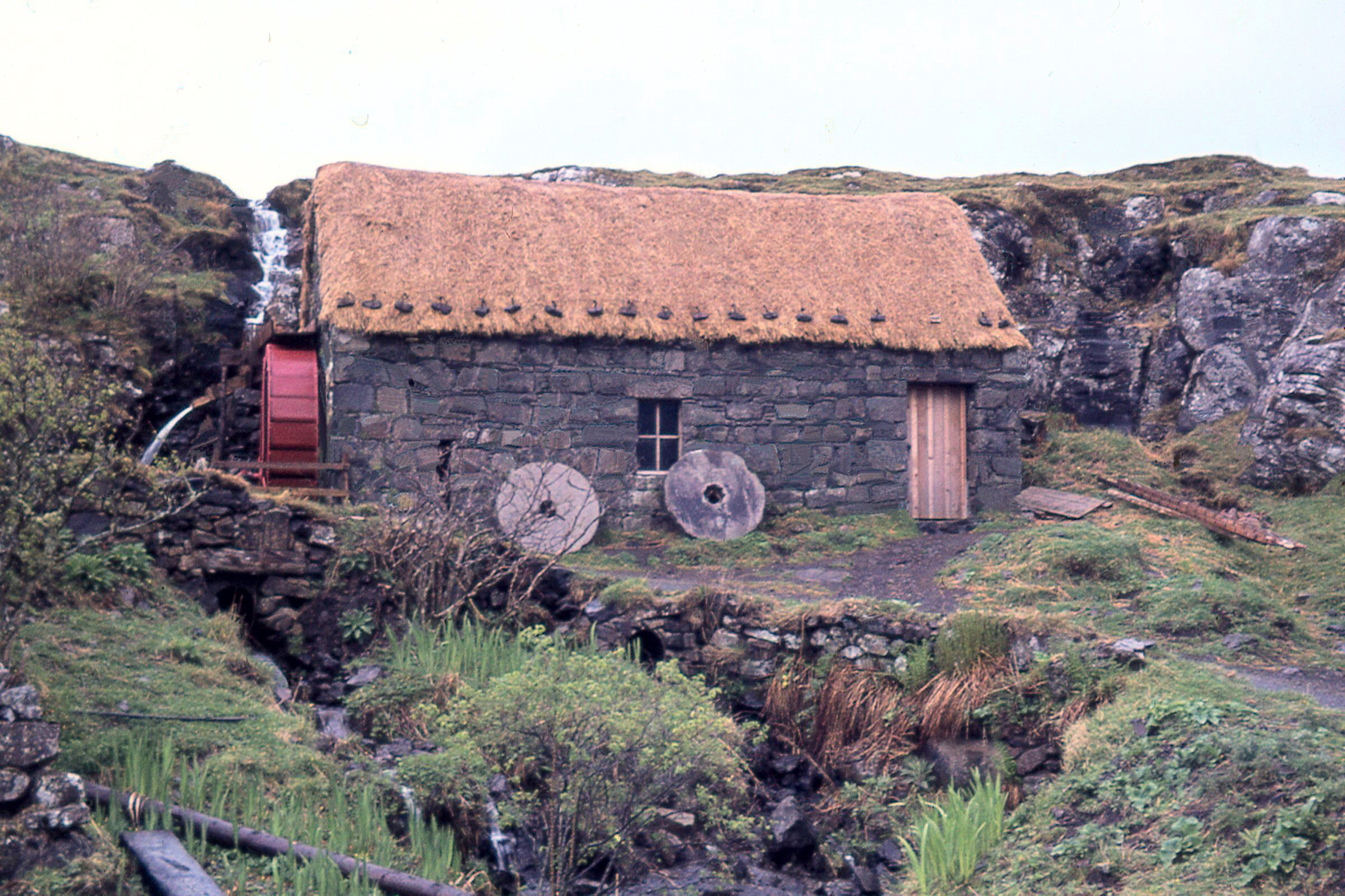
Glendale Mill mit Wasserfall und Wasserrad, 1974

Die Glendale Mill ist eine Wassermühle nahe der schottischen Ortschaft Glendale auf der Insel Skye in der Council Area Highland. 1982 wurde das Bauwerk in die schottischen Denkmallisten in der höchsten Denkmalkategorie A aufgenommen.

## Geschichte

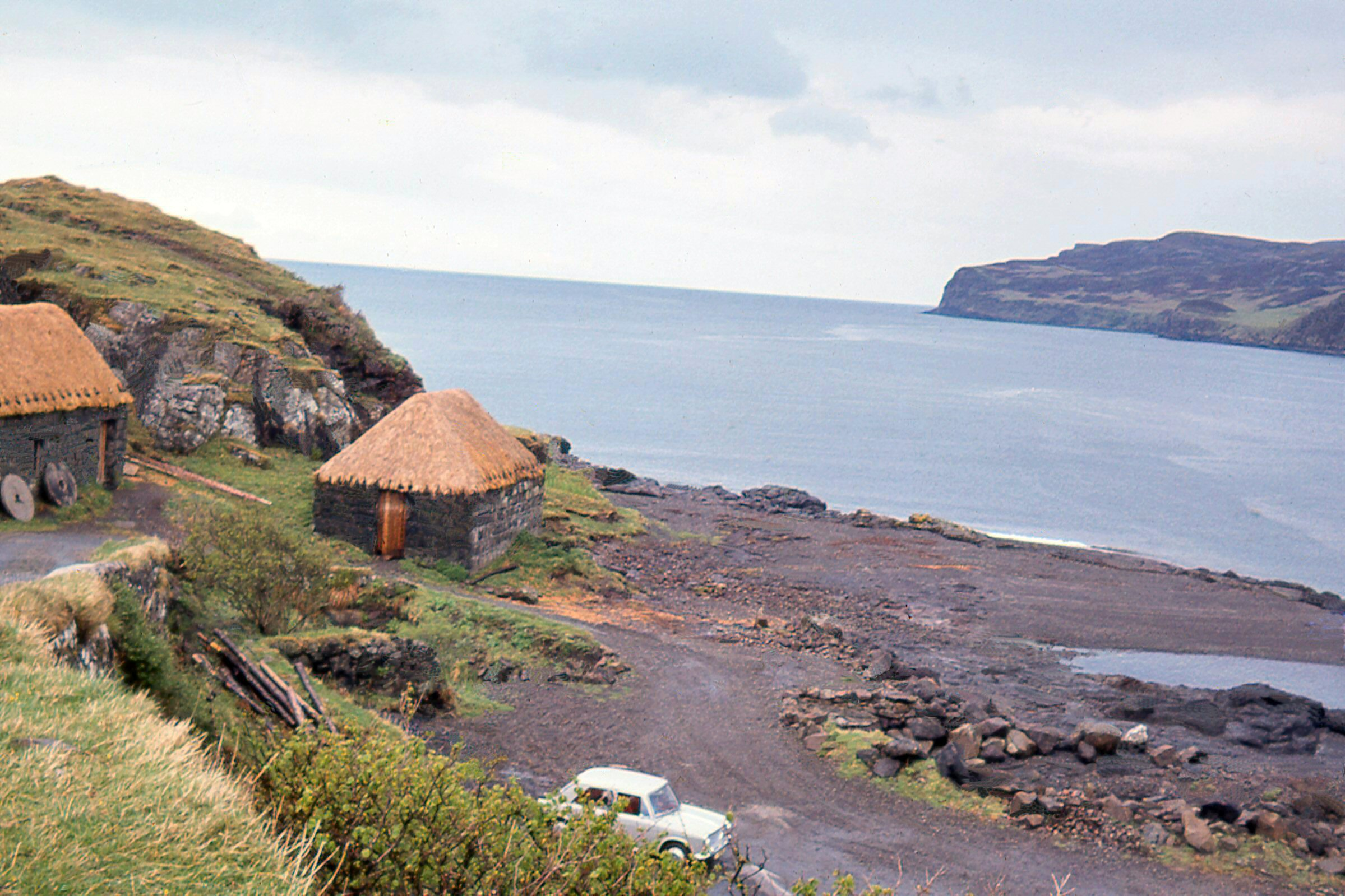
Darre, 1974

Mehl und Haferflocken zählten im 18. Jahrhundert zu den Grundnahrungsmitteln der Inselbewohner. Zur Sicherung ihrer Einkünfte, sicherten sich die lokalen Lairds das Mühlenmonopol, ließen Großmühlen errichten und untersagten den privaten Mahlbetrieb. Die Glendale Mill zählt zu diesen Großmühlen. Als Bauzeitraum wird das mittlere 18. Jahrhundert angenommen. Im Zeitraum von 1861 bis 1881 ist Angus MacLean als Müller verzeichnet. 1902 wurde die Mechanik erneuert. Außerdem wurde um 1914 das Reetdach durch ein Schieferdach ersetzt. Um diese Zeit wurde die Mühle aufgelassen. Die Getreidemühle verarbeitete nicht nur das Getreide der Halbinsel Duirinish, sondern wurde auch für Aufträge von der Halbinsel Waternish und sogar von Harris genutzt. 1972 wurde die zwischenzeitlich aufgegebene Mühle restauriert und als Museum eröffnet, dessen Betrieb jedoch in den 2000er Jahren eingestellt wurde. Das inzwischen wieder reetgedeckte Dach sackte um 2007 durch. 2008 wurde das Gebäude in das Register gefährdeter denkmalgeschützter Bauwerke in Schottland aufgenommen. Nach der provisorischen Instandsetzung des Daches und der Umsetzung substanzsichernder Ausbesserungsarbeiten wurde sein Zustand 2013 als mäßig bei gleichzeitig mäßiger Gefährdung eingestuft. Entscheidungen zur Weiternutzung der Glendale Mill erfordern die Zustimmung sämtlicher 147 Anlieger.

## Beschreibung
Die Glendale Mill steht an der Küste der Schottischen See nahe dem Kopf des Loch Pooltiel auf der westlichen Halbinsel Duirinish von Skye. Die kleine Streusiedlung Glendale liegt etwa einen Kilometer östlich. Die Mühle steht direkt an einer Geländestufe, über die ein Wasserfall verläuft, welcher über eine Holzleitung abgeleitet das oberschlächtige Wasserrad antreibt. Das sechsspeichige Eisenrad von A & J Main & Co aus Edinburgh durchmisst 3,66 Meter bei einer Breite von 1,25 Metern. Es trieb ein Mahlwerk mit einem Mahlsteinpaar mit einem Durchmesser von 0,81 Metern an.
Das Mauerwerk der länglichen Mühle besteht aus grob zu Quadern behauenem Feldstein. Sie schließt mit einem reetgedeckten Satteldach. Wenige Meter nördlich befindet sich die etwa 2,4 Meter hohe Darre. Sie ist mit einer Lüftungsöffnung für das Darrfeuer und einem Darrboden aus perforiertem Eisenblech ausgeführt. Sie schließt mit einem reetgedeckten Walmdach und einem kleinen Kamin an der Nordseite.